# Фотени
Фоте́ни (рос. Фотены) — присілок у Воткінському районі Удмуртії, Росія.
Населення становить 78 осіб (2010, 94 у 2002).
Національний склад (2002):
- росіяни — 73 %

Урбаноніми:
- вулиці — Клубна, Нова, Підгірна, Польова